# Acerentulus terricola
Acerentulus terricola är en urinsektsart som beskrevs av Josef Rusek 1965. Acerentulus terricola ingår i släktet Acerentulus och familjen lönntrevfotingar. Inga underarter finns listade i Catalogue of Life.